# Daniel Wittmann
Daniel Wittmann (* 1993 in München) ist ein deutscher Schauspieler.

## Leben
Daniel Wittmann sammelte erste Theatererfahrungen während seiner Schulzeit, als er in der achten Klasse in der Shakespeare-Komödie Der Widerspenstigen Zähmung zum ersten Mal auf der Bühne stand. Bereits vor seiner Schauspielausbildung wirkte er in mehreren Produktionen beim „Theater Leo 17“ in München-Schwabing mit.
Sein Schauspielstudium absolvierte er von 2013 bis 2016 an der Münchner Schauspielschule Zerboni. 2016 wurde er mit dem Lore-Bronner-Preis ausgezeichnet, wobei die Jury in ihrer Begründung seine „Bühnenpräsenz, sein gutes Timing und sein intelligentes Spiel, das er gelassen und konzentriert vortrug“, besonders würdigte.
Während seines Studiums gastierte er am theater … und so fort, beim „Theater an der Theresienwiese“ (u. a. als Edmund in König Lear, Regie: Ercan Karacayli) und beim „Theater im Roßstall“ in Germering. 2016 spielte er beim Tegernseer Volkstheater den syrischen Flüchtling Isidor Fatal im Volksstück Trauung mit Hindernissen, das vom Bayerischen Rundfunk im Kleinen Theater Haar aufgezeichnet wurde. 2017 trat er bei den Weilheimer Festspielen als „Merkl Franz“ in Kasimir und Karoline (Regie: Yvonne Brosch) auf. 2018 spielte er, unter der Regie von Thomas M. Meinhardt, am Zentraltheater München den Verehrer Dan in der Komödie Fuck you, mon amour von Martin Becker. 2018/19 war er als Aladin in der Kinder- und Jugendtheater-Produktion Aladin und die Wunderlampe am Münchner Theater für Kinder zu sehen. In der Spielzeit 2019/20 war er am Theater Viel Lärm um Nichts in einer Frankenstein-Adaption zu Gast.
Wittmann wirkte auch in mehreren Film- und TV-Produktionen wie Um Himmels Willen und SOKO München mit. In Sturm der Liebe war er im Herbst 2020 in mehreren Folgen als „Schulz jr“, der Handlanger des Hoteliers Christoph Saalfeld (Dieter Bach), zu sehen. In der 20. Staffel der ZDF-Krimiserie Die Rosenheim-Cops (2021) übernahm er eine Episodenrolle als Koch Tim Wolters, der neue Mitbewohner der Empfangsmitarbeiterin Christin Lange (Sarah Thonig). In der 3. Staffel der ARD-Krimiserie Watzmann ermittelt (2022) war er in einer Episodenrolle als tatverdächtiger „Grill-Rowdy“ Lukas Estermann zu sehen.
Daniel Wittmann lebt in München.

## Filmografie (Auswahl)
- 2016–2019: Um Himmels Willen (Fernsehserie, Nebenrolle)
- 2016: Tegernseer Volkstheater: Trauung mit Hindernissen (Theateraufzeichnung)
- 2019: SOKO München: Recht und Gerechtigkeit (Fernsehserie, eine Folge)
- 2020, 2021: Sturm der Liebe (Fernsehserie, Nebenrolle)
- 2021: Die Rosenheim-Cops: Sein größter Deal (Fernsehserie, eine Folge)
- 2022: Watzmann ermittelt: Der tote Angler (Fernsehserie, eine Folge)
- 2023: Rote Rosen (Fernsehserie, Nebenrolle)